# Eneoptera surinamensis
Eneoptera surinamensis är en insektsart som först beskrevs av De Geer 1773.  Eneoptera surinamensis ingår i släktet Eneoptera och familjen syrsor. Inga underarter finns listade i Catalogue of Life.